# Músculo abdutor do V dedo
O músculo abdutor do V dedo (ou abdutor do dedo mínimo) é um músculo do pé.